# Cantor-Dedekinds axiom
Inom matematisk logik säger Cantor-Dedekinds axiom att de reella talen  är ordnings-isomorfa med punkterna på en linje. Det vill säga att mot varje punkt på linjen korresponderar ett och endast ett reellt tal och mot varje reellt tal korresponderar en och endast en punkt. Axiomet är uppkallat efter Georg Cantor och Richard Dedekind.
Detta axiom är en hörnsten inom analytisk geometri och speciellt förutsätts det vara giltigt för ett kartesiskt koordinatsystem.